# 仙台五橋教会
仙台五橋教会（せんだいいつつばしきょうかい）は、宮城県仙台市青葉区にある、日本基督教団のメソジスト系の教会である。
1885年にH・W・シュワーツが宮城県尋常中学校の英語教師として着任し、1886年1月3日に仙台市の自宅で礼拝を始める。2月28日に定住伝道師として鈴木義一が仙台に着任する。5月2日に最初の礼拝がシュワーツの自宅で行われた。
M・C・ハリスにより生江孝之、黒沢良平ら35人が洗礼を受けた。
5月10日に仙台美以教会が創立された。8月の年会で本多庸一が弘前より転任し、初代牧師に就任する。1887年4月の連回会で本多が教会廃止案を提出し可決された。8月の年会で、年会に提出され正式に決定されるはずが、シュワーツや鈴木の訴えにより、教会は存続されることになった。
7月より本多は東京英和学校（後の青山学院）に転任し、鈴木義一は山形美以教会（現、日本基督教団山形本町教会）に転任した。
1898年にF・E・フェルプスにより女性の職業訓練と教育を目的とした自助館が設立され、それは愛隣女子寮と改称され戦災で焼失するまで存続した。
1907年4月、メソジスト仙台教会に改称し、1941年には日本基督教団仙台五橋教会へと改称した。1921年に教会附属の愛隣幼稚園と穀町幼稚園を設立した。

## 関係者
- 松本総吾（長老司）